# Море Дейвиса
Мо́ре Де́йвиса — окраинное море Индийского сектора Южного океана у берегов Антарктиды, между 87° и 98° в. д. Омывает Берег Правды. Круглый год покрыто льдом. Солёность 33,0-33,5 ‰. Глубина до 1300 м. В средней части моря Дейвиса расположен остров Дригальского, площадью 204 км².
Море открыто в 1912 году австралийской антарктической экспедицией под руководством Д. Моусона. Названо в честь капитана судна «Аврора» Дж. K. Дэйвиса, второго человека в экспедиции Моусона.
13 февраля 1956 года на побережье моря Дейвиса, начала работать первая постоянная советская научная станция в Антарктиде «Мирный».